# DE Весов
DE Весов (лат. DE Librae) — одиночная переменная звезда в созвездии Весов на расстоянии (вычисленном из значения параллакса) приблизительно 20022 световых лет (около 6139 парсеков) от Солнца. Видимая звёздная величина звезды — от +14,5m до +13,2m.

## Характеристики
DE Весов — пульсирующая переменная звезда типа RR Лиры (RRAB).